# Carlo Gabardini
Carlo Giuseppe Gabardini (Milano, 25 gennaio 1974) è un attore, scrittore, comico e conduttore radiofonico italiano.

## Biografia
Frequenta la scuola dell'obbligo e il liceo alla scuola tedesca di Milano, conseguendo la maturità bilingue italiana e tedesca. Nel 1998 si diploma alla Civica Scuola di Teatro Paolo Grassi di Milano. È cofondatore di esterni (1995), organizzazione culturale che produce il Milano Film Festival. Ha scritto spettacoli per diversi artisti, fra cui Paolo Rossi, Sabina Guzzanti, Maurizio Crozza, Enrico Bertolino, Walter Leonardi, Giuseppe Battiston e Debora Villa. Dal 2003 interpreta il personaggio di Olmo Ghesizzi nella sitcom di Italia 1 Camera Café. Nel 2011 recita una piccola parte nel film Benvenuti al Nord, dove interpreta un barista al quale si rivolge Alessandro Siani per un caffè. Nel 2013 partecipa al film Il pretore, diretto da Giulio Base, dove interpreta il ruolo dell'avvocato Memeo.
A seguito del suicidio, a Roma, di un ventunenne omosessuale che si sentiva discriminato a causa del proprio orientamento sessuale, Gabardini ha scritto una lettera aperta, poi pubblicata dal quotidiano la Repubblica il 31 ottobre 2013, condannando l'omofobia e facendo egli stesso coming out. Sempre nel quadro della lotta anti-omofobica, ha partecipato al progetto Le cose cambiano, affiliato italiano di It Gets Better, con un video contro il bullismo omofobico intitolato La marmellata e la nutella. Ha inoltre girato un video contro l'omofobia intitolato "Malato? Io sto benissimo!" riguardante appunto la patologizzazione/depatologizzazione dell'omosessualità. Ha scritto e interpretato "Polygame", video di denuncia presentato nel maggio 2015 assieme all’europarlamentare Daniele Viotti alla Commissione europea di Bruxelles. Partecipa in tutta Italia come ospite a numerosi eventi, manifestazioni e Pride a tematica LGBT.
Verso la fine di marzo 2015 esce il suo primo libro, intitolato Fossi in te io insisterei. Lettera a mio padre sulla vita ancora da vivere. Contemporaneamente inizia il book-tour in varie librerie ed eventi di tutta Italia. In seguito all'uscita del libro, collabora con la rivista Vanity Fair, scrivendo prevalentemente di omofobia, omosessualità e diritti civili in Italia. Nel 2017 scrive la seconda stagione di Stasera Casa Mika. Nel 2019 torna in libreria con Churchill. Il vizio della democrazia, da cui viene tratto lo spettacolo teatrale Winston vs Churchill con Giuseppe Battiston nei panni del primo ministro britannico e Maria Roveran nelle vesti dell'infermiera Margaret, per la regia di Paola Rota.
Su Radio 24 ha condotto fino al 2020 il programma radiofonico Si può fare insieme ad Alessio Maurizi prima e poi a Laura Bettini. Ha scritto per Netflix la prima docuserie italiana SanPa - Luci e tenebre di San Patrignano, uscita il 30 dicembre 2020. Nel 2022 è tornato in libreria con Una storia comune. Sanpa: io, noi, tutti e al cinema in veste di attore nell'ultimo film diretto da Michele Placido, L'ombra di Caravaggio.
Dopo vent'anni dall'ultima collaborazione, nel 2023 torna a scrivere per Paolo Rossi uno spettacolo dal titolo Da questa sera si recita a soggetto! - Il metodo Pirandello che debutta al Teatro Franco Parenti di Milano il 27 dicembre 2023. Con 52 date di successo nella stagione 2023-2024, confermato per una seconda stagione con debutto fissato a ottobre 2024 al Teatro Ambra Jovinelli di Roma.
A distanza di quattro anni dall'uscita di SanPa - Luci e tenebre di San Patrignano torna a scrivere per Netflix una docuserie dal titolo Il caso Yara - Oltre ogni ragionevole dubbio, uscita il 16 luglio 2024.

## Vita privata
Dal 3 settembre 2022 è unito civilmente con Moreno Scorpioni.

## Filmografia

### Attore

#### Cinema

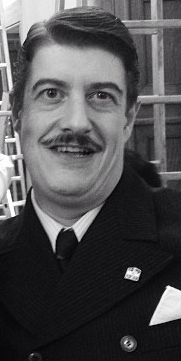
Carlo Gabardini sul set del film Il pretore (2013)

- Il mnemonista, regia di Paolo Rosa (2000)
- Polpettone, regia di Elena Vandoni (2001)
- Un Aldo qualunque, regia di Dario Migliardi (2002)
- In tram, regia di Filippo Soldi - cortometraggio (2003)
- Il cartaio, regia di Dario Argento (2004)
- Matilde, regia di Andrea Rovetta (2004)
- Noi due, regia di Enzo Papetti (2007)
- Si può fare, regia di Giulio Manfredonia (2008)
- Ti presento un amico, regia di Carlo Vanzina (2010)
- Dalla vita in poi, regia di Gianfrancesco Lazotti (2010)
- Benvenuti al Nord, regia di Luca Miniero (2011)
- Il pretore, regia di Giulio Base (2014)
- Patria, regia di Felice Farina (2014)
- L'ombra di Caravaggio, regia di Michele Placido (2022)
- Quasi orfano, regia di Umberto Carteni (2022)
- Hotspot - Amore senza rete, regia di Giulio Manfredonia (2024)

#### Televisione
- Diritto di difesa, regia di Gianfrancesco Lazotti e Donatella Maiorca (2004)
- Il protagonista, regia di Christophe Sanchez (2001)
- L'uomo della carità - Don Luigi Di Liegro, regia di Alessandro Di Robilant - film TV (2006)
- Camera Café (2003-2012) - Olmo Ghesizzi
- Ho sposato uno sbirro 2 (2008)
- Divano Football Club (2013)

### Soggetto e sceneggiatura

#### Cinema
- 1937, regia di Francesco Carrozzini e  Giacomo Gatti - cortometraggio (2008)

#### Televisione
- Camera Café (2003-2012)
- Piloti (2007)
- Divano Football Club (2013)
- Stasera casa Mika (2017)
- SanPa - Luci e tenebre di San Patrignano (2020)
- Il caso Yara - Oltre ogni ragionevole dubbio (2024)
- Raiduo con Ale e Franz (2024)

## Teatro
- Semplicemente noi - ovvero: ha detto Lucia di darti un bacio - scritto con Elena Vandoni
- Fenicie, regia di Gabriele Vacis (1997-2000)
- Romeo & Juliet – una serata di delirio organizzato, regia di Paolo Rossi e Riccardo Piferi (1999/2002)
- Caio Giulio Cesare (1999) - scritto con Riccardo Tordoni e Antonio Pizzicato
- Acqua Porca - Storia dell'ACNA di Cengio (1999) - scritto con Fabrizio Pagella e Antonio Pizzicato
- Storie per un delirio organizzato (2001-2002) - scritto con Paolo Rossi e Riccardo Piferi
- Il signor Rossi e la costituzione (2003) - scritto con Paolo Rossi e Riccardo Piferi
- Laundrette-soap (2003) - scritto con Valentina Diana, Lorenzo Fontana e Ozoono
- Questa sera si recita Moliere, regia di Paolo Rossi e Carlo Giuseppe Gabardini (2003)
- Il signor Rossi contro l'Impero del male (2004) - scritto con Paolo Rossi e Riccardo Piferi
- Reperto Raiot (2004) - scritto con Sabina Guzzanti e Curzio Maltese
- Winston vs Churchill - regia di Paola Rota, prodotto da Nuovo Teatro (2018-2019)[12]
- Da questa sera si recita a soggetto! regia di Paolo Rossi, prodotto da Agidi (2023-2024)[13]
- TILT - Esaurimento globale regia di Debora Villa, prodotto da Si può fare production (2024)[14]

## Opere
- Questa sera si recita Molière, Milano, Biblioteca Universale Rizzoli, 2005, ISBN 88-17-00819-2.
- Il Signor Rossi e la costituzione, Milano, Biblioteca Universale Rizzoli, 2006, ISBN 88-17-00937-7.
- Fossi in te io insisterei. Lettere a mio padre sulla vita ancora da vivere, Segrate, Mondadori, 2015, ISBN 978-88-04-65070-6.
- Churchill. Il vizio della democrazia, Segrate, Rizzoli, 2019, ISBN 978-88-17-11786-9.
- Una storia comune. Sanpa: io, noi, tutti, Milano, HarperCollins, 2022, ISBN 979-12-59850-16-4.